# Leptothorax recedens
Leptothorax recedens är en myrart som först beskrevs av Nylander 1856.  Leptothorax recedens ingår i släktet smalmyror, och familjen myror. IUCN kategoriserar arten globalt som livskraftig.

## Underarter
Arten delas in i följande underarter:
- L. r. barbarus
- L. r. recedens

## Bildgalleri

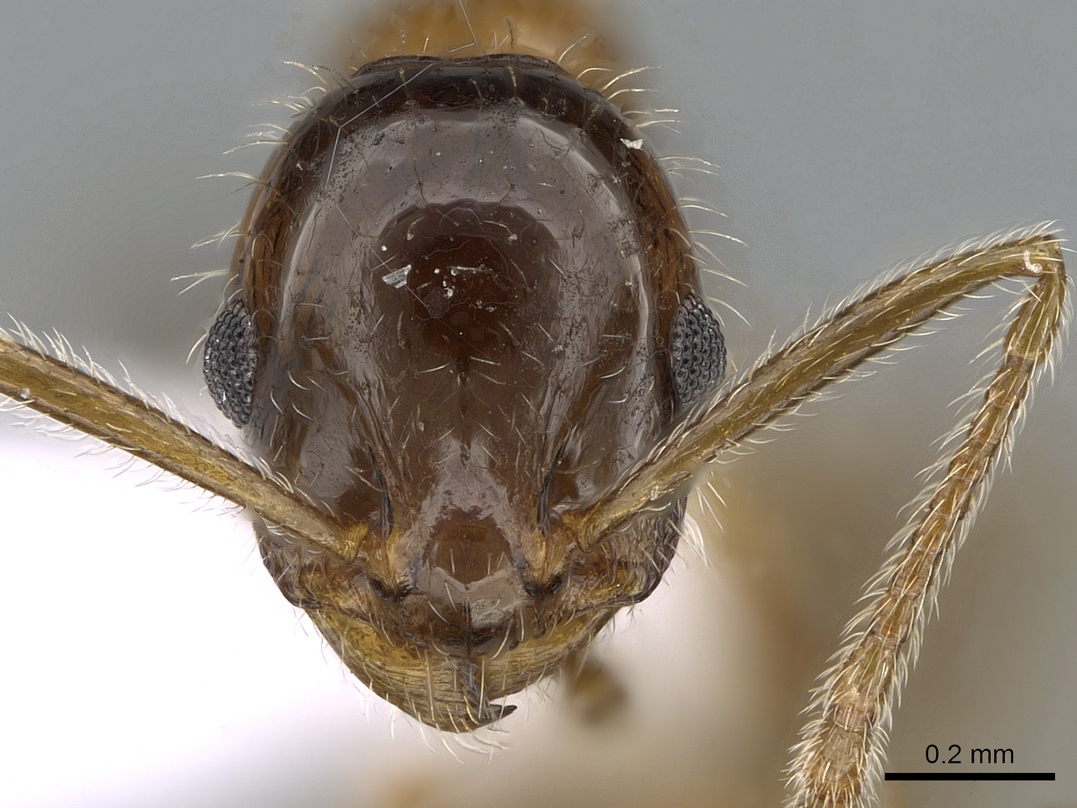
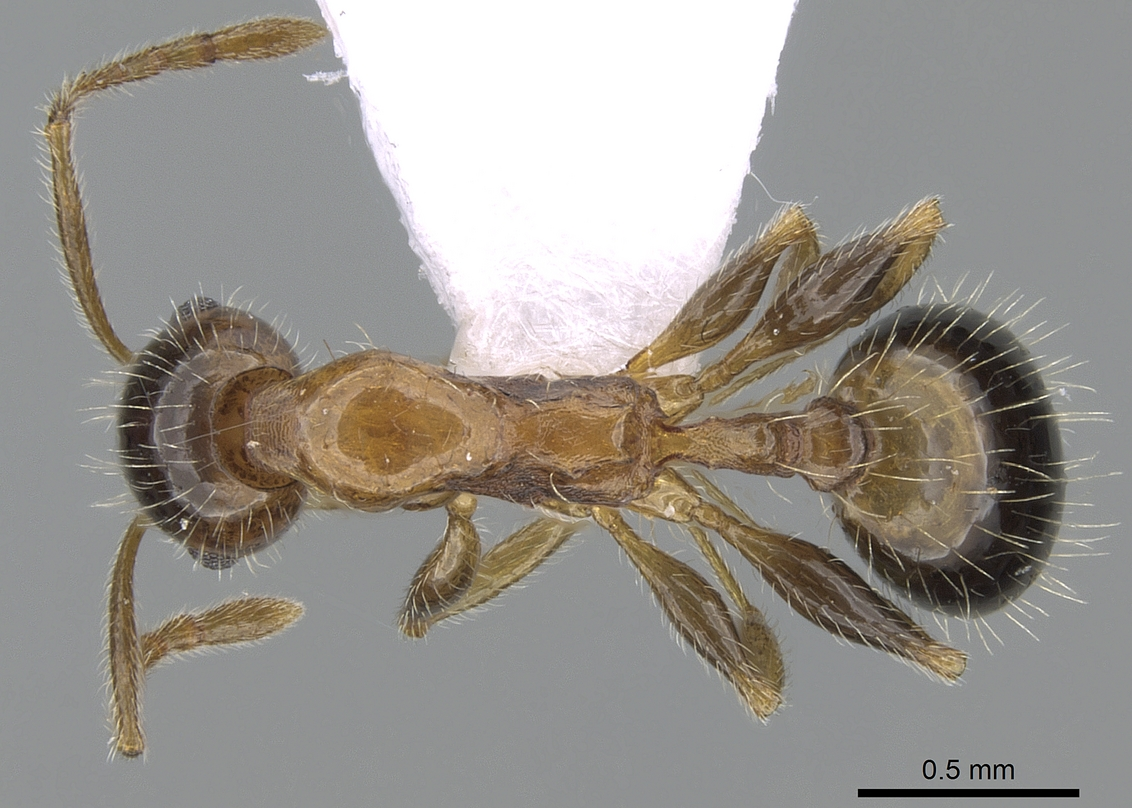